# Cementerio de Al Oud
El Cementerio de Al Oud (en árabe: مقبرة العود) es un cementerio público en la ciudad de Riad, capital del Reino de Arabia Saudita. La palabra, oud, en árabe, significa «anciano (persona mayor)», en referencia al rey Abdulaziz, que fue enterrado en el cementerio.
El cementerio Al-Oud está situado en el distrito de Al-Gubeirah y aproximadamente a 1 km de la calle Batha'a, en el centro de Riad. Más concretamente, el cementerio está en el lado izquierdo de la calle Batha'a hacia el sur, entre el Al-Dirrah y Manfuha. Se localiza a unos 5 km de la mezquita del Imam Turki bin Abdullah. En marzo de 2012, la Dirección de Salud Ambiental del municipio de Riad comenzó un proyecto para marcar cada tumba electrónicamente. 